# Merlant
Merlant es un lugar español del municipio de Porqueras, perteneciente a la provincia de Gerona, en la comunidad autónoma de Cataluña.

## Toponimia
El lugar puede aparecer referido como «Merlant» y «Marlant».

## Historia
Hacia mediados del siglo XIX, el lugar, ya por entonces perteneciente a Porqueras, tenía contabilizada una población de 79 habitantes. Aparece descrito en el undécimo volumen del Diccionario geográfico-estadístico-histórico de España y sus posesiones de Ultramar de Pascual Madoz con las siguientes palabras:

MARLANT: l. en la prov., part. jud. y dióc. de Gerona (3 leg.), aud. terr. y c. g. de Barcelona, ayunt. de Porqueras. Consta de varias casas diseminadas sobre una montaña; se halla á la libre influencia de los vientos y su clima es frio, pero sano. Tiene 1 igl. parr., aneja de la de Porqueras, y contigua á ella el cementerio. El térm. confina N., E. y S. con este último pueblo. y O. con San Martin de Campmajos. El terreno es montañoso, abunda en bosques de robles, encinas, madronos y olivos; le cruzan varios caminos locales, y se recoje el correo en la cartería de Bañolas. prod. trigo, centeno, legumbres, vino, manzanas é higos; cria ganado vacuno, lanar y de cerda, y caza de liebres, conejos y perdices. pobl.: 7 vec., 30 alm. cap. prod.: 570,800. imp.: 14,270.
(Madoz, 1848, p. 239)